# Хоули, Кэтрин
Кэтрин Джейн Хоули (1971–2021) – британский философ, профессор философии в Сент-Эндрюсском университете (с 1999), член Королевского общества Эдинбурга (с 2016), член Британской академии (2020)

## Творческая биография
Хоули родилась в городе Сток-он-Трент, Англия. Она получила степень бакалавра физики и философии в Баллиол-колледже в Оксфорде (1989–1992), получила степень доктора философии (1994–1997) на кафедры истории и философии науки в Кембриджском университете, под руководством Питера Липтона. До перехода в университет Сент-Эндрюсса, была стипендиатом фонда Генри Сиджвика в Ньюнем-колледже Кембриджского университета.
Хоули была председателем редакции журнала The Philosophical Quarterly (2005–2010), а также была заместителем (1999–2001) и младшим редактором (2011–2012) British Journal for the Philosophy of Science. Член Mind Association.
Профессор Хоули была известна своей философской работой о доверии, различными вопросами метафизики, эпистемологии и философии науки, а также другими темами, такими как синдром самозванца и творчество.
Скончалась в апреле 2021 года от рака.

## Семья
Муж – Джон Хеск, сотрудник факультета классической литературы Университета Сент-Эндрюсса.
Дети – близнецы Дэниел и Фиона Хеск.

## Книги
- How To Be Trustworthy, Oxford University Press (2020) (176 pp.)
- Trust: A Very Short Introduction, Oxford University Press (2012) (121 pp.)
- How Things Persist, Oxford University Press (2001) (xi + 221 pp.)